# Waukegan
Waukegan es una ciudad ubicada en el condado de Lake en el estado estadounidense de Illinois. En el Censo de 2010 tenía una población de 89078 habitantes y una densidad poblacional de 1440,13 personas por km². Es la novena ciudad más grande de Illinois por la población. Es la quinta ciudad más grande en la orilla occidental del lago Míchigan, después de Chicago, Milwaukee, Green Bay y Kenosha.

## Geografía
Waukegan se encuentra ubicada en las coordenadas 42°22′10″N 87°52′15″O / 42.36944, -87.87083. Según la Oficina del Censo de los Estados Unidos, Waukegan tiene una superficie total de 61.85 km², de la cual 61.31 km² corresponden a tierra firme y (0.88%) 0.54 km² es agua.

## Demografía
Según el censo de 2010, había 89078 personas residiendo en Waukegan. La densidad de población era de 1.440,13 hab./km². De los 89078 habitantes, Waukegan estaba compuesto por el 46.65% blancos, el 19.18% eran afroamericanos, el 1.17% eran amerindios, el 4.29% eran asiáticos, el 0.06% eran isleños del Pacífico, el 24.57% eran de otras razas y el 4.09% pertenecían a dos o más razas. Del total de la población el 53.45% eran hispanos o latinos de cualquier raza.

## Educación
El Distrito Escolar 60 de la Unidad Comunitaria gestiona las escuelas públicas de Waukegan.